# Turów (Silésie)
Pour les articles homonymes, voir Turów.
Turów est une localité polonaise de la gmina d'Olsztyn, située dans le powiat de Częstochowa en voïvodie de Silésie.